# 秦朝行政区划
秦朝自始皇二十六年（前221年）滅齊，建立秦王朝以後，秦始皇採納丞相李斯的建議，取消分封制，廢除諸侯；行政區域管理上推行單一郡縣制，立郡縣，分天下為36郡；其後南併五嶺以南之南越地，北取陰山以南地。疆域西自隴蜀，東至遼東，北起大漠，南抵南海。

## 行政機構
秦代的地方行政制度，是實行郡、縣二級的地方行政制度。
秦朝的首都咸陽及其附近關中平原為一特殊區域，由內史直接管理，其區域相當於一郡。
各郡設置郡守（掌管民政）、郡尉（掌管軍事）、郡監（掌管監察），郡守下設郡丞，作為郡守的副職。少數郡份如閩中郡由君長管理。
郡下普遍設置「縣」，由縣令（長）等管理。縣分大小，大縣設縣令，小縣設縣長。之下有縣丞、縣尉。縣令、縣長、縣丞掌管行政，縣尉掌管軍事；少數民族地區設「道」。
地方長官都由朝廷直接任命，隨時可以調換，一切軍政經濟之權都直接統一於中央。郡縣兩級的地方行政制度，在原則上，一直為後代所秉承。
| 秦代郡縣兩級官制和鄉間組織表 | 秦代郡縣兩級官制和鄉間組織表 | 秦代郡縣兩級官制和鄉間組織表 | 秦代郡縣兩級官制和鄉間組織表 | 秦代郡縣兩級官制和鄉間組織表 | 秦代郡縣兩級官制和鄉間組織表 |
| 郡級官員                     | 郡級官員                     | 縣級官員                     | 鄉間組織                     | 鄉間組織                     | 鄉間組織                     |
| 京畿                         | 郡                           | 縣級官員                     | 鄉                           | 亭                           | 里                           |
| ---------------------------- | ---------------------------- | ---------------------------- | ---------------------------- | ---------------------------- | ---------------------------- |
| 內史                         | 郡守                         | 縣令                         | 三老                         | 亭長                         | 里魁                         |
| 主爵都尉                     | 郡丞                         | 縣長                         | 有佚                         | 亭長                         | 里魁                         |
|                              | 郡尉                         | 縣丞                         | 嗇夫                         | 亭長                         | 里魁                         |
|                              | 監御史                       | 縣尉                         | 游徼                         | 亭長                         | 里魁                         |

## 行政區劃

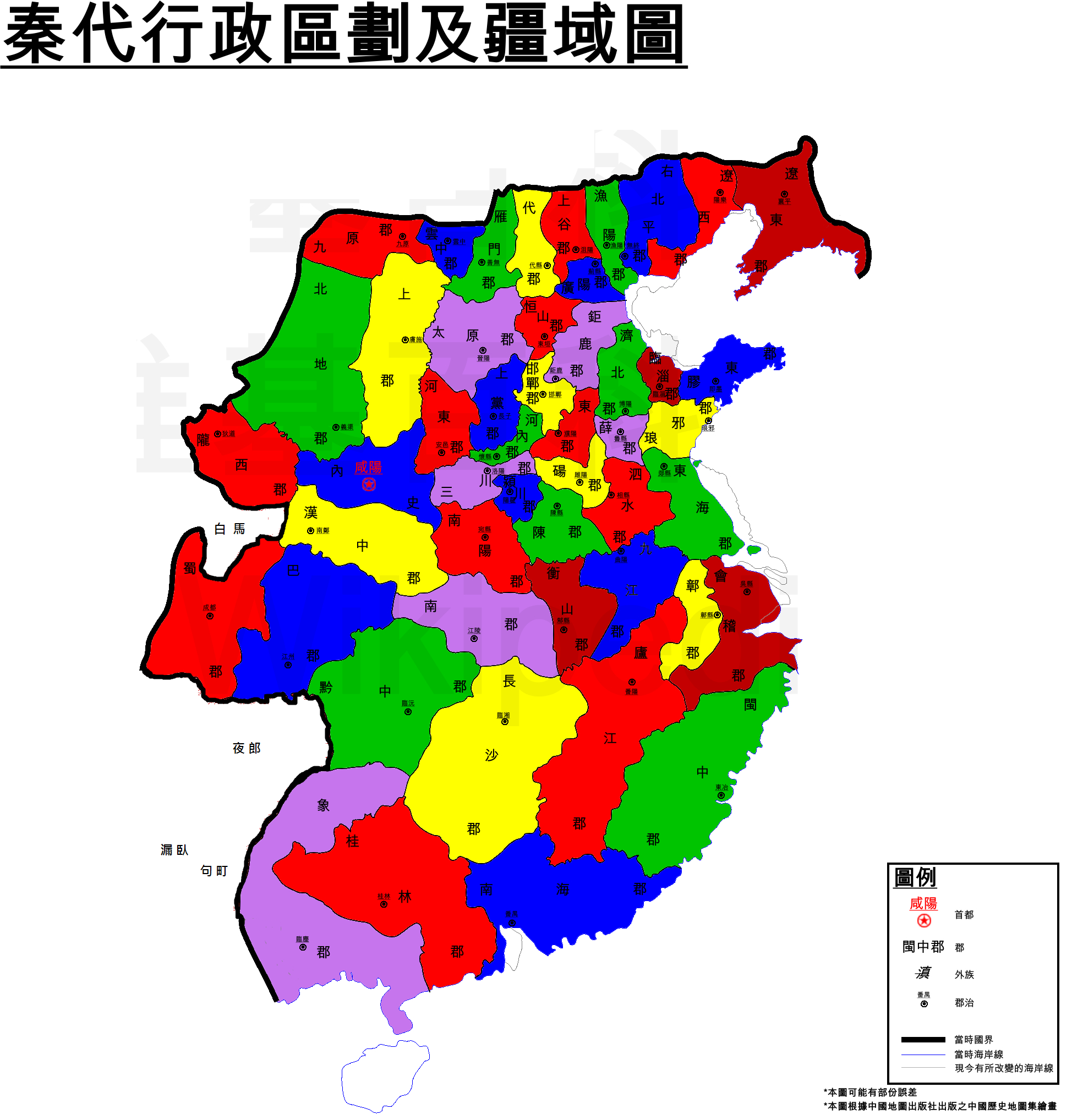
秦朝諸郡

### 郡級行政區
有關記載秦朝的正史《史记》没有地理志，僅在《史記·秦始皇本紀》秦始皇二十六年（前221年）中提及立「三十六郡」，成為後世郡縣政區沿革起始的基點。因此引起古今許多學者的關注及研究的課題。三十六郡的名稱，始見於劉宋裴駰的《史記集解》：「三十六郡者，三川、河東、南陽、南郡、九江、鄣郡、會稽、潁川、碭郡、泗水、薛郡、東郡、琅邪、齊郡、上谷、漁陽、右北平、遼西、遼東、代郡、巨鹿、邯鄲、上黨、太原、雲中、九原、雁門、上郡、隴西、北地、漢中、巴郡、蜀郡、黔中、長沙凡三十五，與內史為三十六郡。」此後，唐朝官修的《晉書·地理志》、宋代歐陽忞的《輿地廣記》、王應麟的《通鑑地理通釋》、元代方回續撰《古今考》，以及胡三省注《資治通鑑》，直至明末清初顧祖禹的《讀史方輿紀要》等重要著述，均沿用此說。
清代開始，有學者如陳芳績、全祖望等，捨棄裴駰舊說，重新考據三十六郡，其基本方法，依據《史記》、《漢書》、《後漢書》以及《水經注》諸書中的史料一一考證。民國以後，王國維、譚其驤等，依據清代諸家考訂的結論整理定論。大多數人基本確定33郡，其餘3郡諸家看法差別很大，詳見下表：
| 秦三十六郡 | 秦三十六郡 | 秦三十六郡       |
| 人名       | 諸家所證33郡 | 其餘3郡          |
| ---------- | --- | ---------------- |
| 陳芳績     | 三川、河東、隴西、北地、上郡、漢中、巴郡、蜀郡、雲中、雁門、 代郡、太原、上党、上谷、漁陽、右北平、遼西、遼東、邯鄲、钜鹿、 東郡、齊郡、琅邪、南陽、潁川、碭郡、泗水、薛郡、南郡、九江、 會稽、黔中、長沙 | 鄣郡、郯郡、九原 |
| 全祖望     | 三川、河東、隴西、北地、上郡、漢中、巴郡、蜀郡、雲中、雁門、 代郡、太原、上党、上谷、漁陽、右北平、遼西、遼東、邯鄲、钜鹿、 東郡、齊郡、琅邪、南陽、潁川、碭郡、泗水、薛郡、南郡、九江、 會稽、黔中、長沙 | 楚郡、廣陽、東海 |
| 金榜       | 三川、河東、隴西、北地、上郡、漢中、巴郡、蜀郡、雲中、雁門、 代郡、太原、上党、上谷、漁陽、右北平、遼西、遼東、邯鄲、钜鹿、 東郡、齊郡、琅邪、南陽、潁川、碭郡、泗水、薛郡、南郡、九江、 會稽、黔中、長沙 | 鄣郡、郯郡、九原 |
| 梁玉繩     | 三川、河東、隴西、北地、上郡、漢中、巴郡、蜀郡、雲中、雁門、 代郡、太原、上党、上谷、漁陽、右北平、遼西、遼東、邯鄲、钜鹿、 東郡、齊郡、琅邪、南陽、潁川、碭郡、泗水、薛郡、南郡、九江、 會稽、黔中、長沙 | 內史、廣陽、九原 |
| 洪亮吉     | 三川、河東、隴西、北地、上郡、漢中、巴郡、蜀郡、雲中、雁門、 代郡、太原、上党、上谷、漁陽、右北平、遼西、遼東、邯鄲、钜鹿、 東郡、齊郡、琅邪、南陽、潁川、碭郡、泗水、薛郡、南郡、九江、 會稽、黔中、長沙 | 鄣郡、郯郡、九原 |
| 趙紹祖     | 三川、河東、隴西、北地、上郡、漢中、巴郡、蜀郡、雲中、雁門、 代郡、太原、上党、上谷、漁陽、右北平、遼西、遼東、邯鄲、钜鹿、 東郡、齊郡、琅邪、南陽、潁川、碭郡、泗水、薛郡、南郡、九江、 會稽、黔中、長沙 | 鄣郡、郯郡、九原 |
| 劉師培     | 三川、河東、隴西、北地、上郡、漢中、巴郡、蜀郡、雲中、雁門、 代郡、太原、上党、上谷、漁陽、右北平、遼西、遼東、邯鄲、钜鹿、 東郡、齊郡、琅邪、南陽、潁川、碭郡、泗水、薛郡、南郡、九江、 會稽、黔中、長沙 | 鄣郡、郯郡、九原 |
| 王國維     | 三川、河東、隴西、北地、上郡、漢中、巴郡、蜀郡、雲中、雁門、 代郡、太原、上党、上谷、漁陽、右北平、遼西、遼東、邯鄲、钜鹿、 東郡、齊郡、琅邪、南陽、潁川、碭郡、泗水、薛郡、南郡、九江、 會稽、黔中、長沙 | 陶郡、河間、閩中 |
| 錢穆       | 三川、河東、隴西、北地、上郡、漢中、巴郡、蜀郡、雲中、雁門、 代郡、太原、上党、上谷、漁陽、右北平、遼西、遼東、邯鄲、钜鹿、 東郡、齊郡、琅邪、南陽、潁川、碭郡、泗水、薛郡、南郡、九江、 會稽、黔中、長沙 | 楚郡、廣陽、閩中 |
| 譚其驤     | 三川、河東、隴西、北地、上郡、漢中、巴郡、蜀郡、雲中、雁門、 代郡、太原、上党、上谷、漁陽、右北平、遼西、遼東、邯鄲、钜鹿、 東郡、齊郡、琅邪、南陽、潁川、碭郡、泗水、薛郡、南郡、九江、 會稽、黔中、長沙 | 陳郡、廣陽、閩中 |

其後於秦始皇三十三年（前214年）南併五嶺以南之南越地，置桂林、南海、象郡；北取陰山以南地置新秦中，內地陸續析置東海、常山、濟北、河內和衡山等郡。
秦末的郡數，杜佑在《通典》首度提出四十郡說；近人王國維及譚其驤依據考證結果先後提出四十六郡說和四十八郡說。然而在2002年里耶古城考古出土的竹簡中，發現了洞庭郡和蒼梧郡二郡記載。2008年岳麓書院根據自海外搶救回來的2098枚珍貴秦漢竹簡中，發現了州陵郡、清河郡等幾個新郡的記載。秦代封泥「巫黔囗邸」、「巫黔右工」的出土，使得黔中郡的郡名成了爭議問題。近人后曉榮依據史料及最新考古資料，提出五十四郡說，成為目前較新的說法。
| 秦朝郡級行政區                                                               | 秦朝郡級行政區                                                               | 秦朝郡級行政區                                                               | 秦朝郡級行政區                                                               | 秦朝郡級行政區                                                               | 秦朝郡級行政區 | 秦朝郡級行政區                                                                            | 秦朝郡級行政區 |
| 說明：此表大致從后曉榮《秦代政區地理》五十四郡說，其他郡名列入「待考」項內。 | 說明：此表大致從后曉榮《秦代政區地理》五十四郡說，其他郡名列入「待考」項內。 | 說明：此表大致從后曉榮《秦代政區地理》五十四郡說，其他郡名列入「待考」項內。 | 說明：此表大致從后曉榮《秦代政區地理》五十四郡說，其他郡名列入「待考」項內。 | 說明：此表大致從后曉榮《秦代政區地理》五十四郡說，其他郡名列入「待考」項內。 | 說明：此表大致從后曉榮《秦代政區地理》五十四郡說，其他郡名列入「待考」項內。                                         | 說明：此表大致從后曉榮《秦代政區地理》五十四郡說，其他郡名列入「待考」項內。              | 說明：此表大致從后曉榮《秦代政區地理》五十四郡說，其他郡名列入「待考」項內。                                                                          |
| 地理區域                                                                     | 順序                                                                         | 郡名                                                                         | 治所（今地位置）                                                             | 轄縣數                                                                       | 可考縣數 | 郡名所見文獻                                                                              | 備注 |
| ---------------------------------------------------------------------------- | ---------------------------------------------------------------------------- | ---------------------------------------------------------------------------- | ---------------------------------------------------------------------------- | ---------------------------------------------------------------------------- | --- | ----------------------------------------------------------------------------------------- | --- |
| 關中地區                                                                     |                                                                              | 內史直管                                                                     | 咸陽縣（今陝西省咸陽市東）                                                   | 41                                                                           | 41 | 《史記·秦本紀》 《岳麓書院秦簡》                                                          | |
| 關中地區                                                                     | 80餘                                                                         | 內史直管                                                                     | 咸陽縣（今陝西省咸陽市東）                                                   |                                                                              | 41 | 《史記·秦本紀》 《岳麓書院秦簡》                                                          | |
| 關中地區                                                                     | 1                                                                            | 隴西郡                                                                       | 狄道縣（今甘肅省臨洮縣南）                                                   | 21                                                                           | 《史記·秦本紀》 《漢書·地理志》 《後漢書·西羌傳》 《水經·河水注》                                                    | 原為義渠國之地，秦昭王二十八年（前279年）以前秦攻義渠後置郡。                             | |
| 關中地區                                                                     | 2                                                                            | 上郡                                                                         | 膚施縣（今陝西省靖邊縣西北）                                                 | 21                                                                           | 《史記·秦本紀》 《史記·魏世家》 《史記·匈奴傳》 《漢書·地理志》 《後漢書·西羌傳》 秦郡封泥「上郡太守」、「上郡候丞」 | 原屬魏國之郡，秦惠王十年（前328年）魏國獻出上郡十五縣後置郡。                             | |
| 關中地區                                                                     | 3                                                                            | 北地郡                                                                       | 義渠縣（今甘肅省寧縣西北）                                                   | 15                                                                           | 《史記·匈奴傳》 《漢書·地理志》 《後漢書·西羌傳》                                                                    | 原為義渠國之地，秦昭王時期征服義渠後置郡。                                                | |
| 關中地區                                                                     | 4                                                                            | 雲中郡                                                                       | 雲中縣（今內蒙古自治區托克托縣東北）                                         | 12                                                                           | 12 | 《史記·匈奴傳》 《漢書·地理志》 《水經·河水注》                                           | 原為趙國之郡，秦始皇十三年（前234年）秦攻趙取其地後置郡。                                                                                             |
| 關中地區                                                                     | 5                                                                            | 九原郡                                                                       | 九原縣（今內蒙古自治區包頭市西南）                                           |                                                                              | 8 | 《史記·趙世家》 《漢書·地理志》                                                           | 原為趙國之郡，秦滅趙後以其地設郡。 |
| 關中地區                                                                     | 6                                                                            | 新秦中                                                                       |                                                                              | 34                                                                           | 6 |                                                                                           | 原為匈奴河南地，秦始皇三十三年（前214年）秦將蒙恬破匈奴取其地後設郡，郡名不詳。因河南地富庶可與關中相媲美，故號「新秦中」。秦末漢初時，匈奴奪回此地。 |
| 河南地區                                                                     | 7                                                                            | 三川郡                                                                       | 雒陽縣（今河南省洛陽市東北） 滎陽縣（今河南省鄭州市西北）                    |                                                                              | 22 | 《史記·秦本紀》 《漢書·地理志》 《水經·陰溝水注》 秦郡封泥「叁川尉印」 《岳麓書院秦簡》   | 原為韓國之地，秦莊王元年（前249年）秦攻韓，韓獻成暨、鞏等地後合併置郡。因河、雒、伊三川匯集之處得名。                                                 |
| 河南地區                                                                     | 8                                                                            | 潁川郡                                                                       | 陽翟縣（今河南省禹州市）                                                     |                                                                              | 23 | 《史記·秦始皇本紀》 《漢書·地理志》 《水經·潁水注》 《岳麓書院秦簡》                      | 原為韓國之地，秦始皇十七年（前230年）秦滅韓後置郡。因潁水之名得名。                                                                                   |
| 河南地區                                                                     | 9                                                                            | 碭郡                                                                         | 碭縣（今安徽省碭山縣南）                                                     |                                                                              | 22 | 《漢書·地理志》 《水經·睢水注》 秦封泥「碭丞之印」                                        | 原為魏國之地，秦始皇二十二年（前225年）秦滅魏後置郡。                                                                                                 |
| 河南地區                                                                     | 10                                                                           | 東郡                                                                         | 濮陽縣（今河南省濮陽市西南）                                                 |                                                                              | 26 | 《史記·秦始皇本紀》 《漢書·地理志》 《水經·河水注》 岳麓書院秦簡                          | 原為魏國之地，秦始皇五年（前242年）秦取魏國二十城地後置郡。因在魏都大梁之東得名。                                                                     |
| 河南地區                                                                     | 11                                                                           | 薛郡                                                                         | 魯縣（今山東省曲阜市）                                                       |                                                                              | 22 | 《漢書·地理志》 《水經·濟水注》、《泗水注》 秦封泥「薛丞之印」                            | 原為齊國之地，秦始皇二十三年（前224年），秦攻齊取其地後設郡。                                                                                         |
| 河南地區                                                                     | 12                                                                           | 東海郡                                                                       | 郯縣（今山東省郯城縣西南）                                                   |                                                                              | 18 | 《史記·陳涉世家》 《史記·絳侯世家》 《水經·沂水注》 秦封泥「東晦司馬」、「東晦都水」      | 原屬薛郡郡域。秦始皇二十六年（前221年）統一中國以後，分割薛郡設郡。                                                                                   |
| 河南地區                                                                     | 13                                                                           | 四川郡                                                                       | 相縣（今安徽省宿縣西北）                                                     |                                                                              | 25 | 《漢書·地理志》 《水經·睢水注》 秦封泥「四川太守」 《岳麓書院秦簡》                       | 原為楚國之地，秦滅楚後，於秦始皇二十三年（前224年）設郡。因郡域有淮、沂、濉、泗4條河水而得名。                                                        |
| 河南地區                                                                     | 14                                                                           | 淮陽郡                                                                       | 陳縣（今河南省淮陽縣）                                                       |                                                                              | 27 | 《史記·楚世家》、《白起王翦列傳》 秦封泥「淮陽發弩」                                      | 原為楚國之地，秦始皇二十三年（前224年）秦滅楚後設郡。初名陳郡，後來改稱淮陽郡。                                                                       |
| 河南地區                                                                     | 15                                                                           | 南陽郡                                                                       | 宛縣（今河南省南陽市）                                                       |                                                                              | 27 | 《史記·秦本紀》 《漢書·地理志》 秦封泥「南陽邸丞」、「南陽司馬」 《岳麓書院秦簡》         | 原為韓、楚、魏三國交界地，秦取三國地後，於昭王三十五年（前272年）置郡。                                                                               |
| 河南地區                                                                     | 16                                                                           | 臨淄郡                                                                       | 臨淄縣（今山東省淄博市臨淄區北）                                             | 73                                                                           | 10 | 《史記·田世家》 《漢書·地理志》 《水經·淄水注》 秦封泥「臨菑司馬」、「齊囗尉印」          | 原為齊國之地，秦始皇二十六年（前221年）滅齊後設郡。初名齊郡，後來齊郡分割為數郡，改稱為臨淄郡。                                                       |
| 河南地區                                                                     | 17                                                                           | 濟北郡                                                                       | 廬縣（今山東省濟南市長清區西南）                                             | 73                                                                           | 9 | 秦封泥「濟北太守」                                                                        | 原屬齊郡郡域。秦始皇二十六年（前221年）統一中國以後，分割齊郡西部設郡。                                                                               |
| 河南地區                                                                     | 18                                                                           | 泰山郡                                                                       | 博陽縣（今山東省泰安市東南）                                                 | 73                                                                           | 9 | 《岳麓書院秦簡》                                                                          | 王國維《秦郡考》考證認為是秦統一後，分齊郡、琅邪郡而設的郡。                                                                                          |
| 河南地區                                                                     | 19                                                                           | 琅邪郡                                                                       | 東武縣（今山東省諸城市）                                                     | 73                                                                           | 6 | 《漢書·地理志》 《水經·濰水注》 秦封泥「琅邪司馬」等 《岳麓書院秦簡》                     | 原為齊國之地，秦始皇二十六年（前221年）滅齊後設郡。                                                                                                   |
| 河南地區                                                                     | 20                                                                           | 膠東郡                                                                       | 即墨縣（今山東省平度市東南）                                                 | 73                                                                           | 8 | 秦封泥「即墨太守」                                                                        | 原屬琅邪郡域。秦始皇二十六年（前221年）統一中國以後，分割琅邪郡北部設郡。疑初名即墨郡，後來分割西部設膠西郡後，改稱膠東郡。                           |
| 河南地區                                                                     | 21                                                                           | 膠西郡                                                                       |                                                                              | 73                                                                           | 8 |                                                                                           | 王國維《秦郡考》考證認為是秦統一後，分齊郡、琅邪郡而設的郡。                                                                                          |
| 河南地區                                                                     | 22                                                                           | 城陽郡                                                                       | 莒縣（今山東省莒縣）                                                         | 73                                                                           | 5 | 秦郡封泥「城陽侯印」                                                                      | 王國維《秦郡考》考證認為是秦統一後，分齊郡、琅邪郡而設的郡。                                                                                          |
| 河北地區                                                                     | 23                                                                           | 河東郡                                                                       | 安邑縣（今山西省夏縣北）                                                     | 52                                                                           | 19 | 《史記·秦本紀》 《漢書·地理志》 《水經·涑水注》                                           | 原為魏地，秦昭王二十一年（前290年）魏國獻出河東地四百里給秦後置郡。                                                                                   |
| 河北地區                                                                     | 24                                                                           | 河內郡                                                                       | 懷縣（今河南省武陟縣西）                                                     | 52                                                                           | 19 | 秦封泥「河內邸丞」、「河內左工」 《岳麓書院秦簡》                                         | 秦始皇二十六年（前221年）統一中國以後，分割河東郡設郡。                                                                                               |
| 河北地區                                                                     | 25                                                                           | 上黨郡                                                                       | 長子縣（今山西省長子縣西）                                                   | 52                                                                           | 13 | 《史記·秦始皇本紀》 《史記·秦本紀》 《漢書·地理志》 秦郡封泥「上黨府丞」 《岳麓書院秦簡》 | 原為韓國之郡，秦昭王四十五年（前262年）韓國割讓此郡給秦，上黨郡守率眾投趙。秦國至昭王四十八年（前259年）才盡定其郡。                                  |
| 河北地區                                                                     | 26                                                                           | 太原郡                                                                       | 晉陽縣（今山西省太原市西南）                                                 |                                                                              | 21 | 《史記·秦本紀》 《漢書·地理志》 秦郡封泥「太原守印」、「太原大府」 《岳麓書院秦簡》       | 原為趙國之地，秦昭王四十八年（前259年）盡定太原之地，於莊王三年（前247年）置郡。                                                                      |
| 河北地區                                                                     | 27                                                                           | 代郡                                                                         | 代縣（今河北省蔚縣西北）                                                     | 9                                                                            | 11 | 《史記·匈奴列傳》 《漢書·地理志》 《水經·纝水注》                                         | 原為趙國之郡，秦始皇十九年（前228年），秦破趙都邯鄲，趙公子嘉出奔至代，自立為代王。二十五年（前222年）秦滅代後設郡。                                  |
| 河北地區                                                                     | 28                                                                           | 雁門郡                                                                       | 善無縣（今山西省右玉縣南）                                                   | 17                                                                           | 10 | 《史記·匈奴列傳》 《漢書·地理志》                                                         | 原為趙國之郡，秦始皇十三年（前234年）左右，秦攻趙，取其地置郡。                                                                                       |
| 河北地區                                                                     | 29                                                                           | 邯鄲郡                                                                       | 邯鄲縣（今河北省邯鄲市西南）                                                 |                                                                              | 11 | 《史記·秦始皇本紀》、《白起王翦列傳》 《漢書·地理志》 秦封泥「邯鄲造工」、「趙郡左田」    | 原為趙國之地，秦始皇十九年（前228年）秦攻陷趙都邯鄲後置郡。初名趙郡，秦始皇二十五年（前222年）趙郡一分為二，改稱邯鄲郡。                              |
| 河北地區                                                                     | 30                                                                           | 鉅鹿郡                                                                       | 鉅鹿縣（今河北省平鄉縣）                                                     |                                                                              | 10 | 《漢書·地理志》 《水經·濁漳水注》 秦封泥「鉅鹿之丞」                                      | 原為趙國之地，秦始皇十九年（前228年）秦滅趙後置趙郡，二十五年（前222年）分郡置鉅鹿郡。                                                                |
| 河北地區                                                                     | 31                                                                           | 恆山郡                                                                       | 東垣縣（今河北石家莊市東北）                                                 | 27                                                                           | 22 | 秦封泥「恆山侯丞」等 《岳麓書院秦簡》                                                     | 原屬邯鄲郡域，秦始皇二十六年（前221年）統一中國以後，分割邯鄲郡設郡。                                                                                 |
| 河北地區                                                                     | 32                                                                           | 清河郡                                                                       | 疑漢治清陽縣（今山東省臨清市北）                                             | 27                                                                           | 4 | 秦封泥「清河太守」 《岳麓書院秦簡》                                                       | 原屬鉅鹿郡域。秦始皇二十六年（前221年）統一中國以後，分割鉅鹿郡設郡。                                                                                 |
| 河北地區                                                                     | 33                                                                           | 河間郡                                                                       |                                                                              |                                                                              | 10 | 秦封泥「河間尉印」等 《岳麓書院秦簡》                                                     | 原屬鉅鹿郡域。秦始皇二十六年（前221年）統一中國以後，因鉅鹿郡域較大而分割設郡。因在黃河和漳水之間而得名。                                             |
| 河北地區                                                                     | 34                                                                           | 廣陽郡                                                                       | 薊縣（今北京市主城區西南）                                                   |                                                                              | 9 | 《水經·漯水注》                                                                           | 原為燕國之地，秦破燕都薊後，於秦始皇二十三年（前224年）置郡。                                                                                         |
| 河北地區                                                                     | 35                                                                           | 右北平郡                                                                     | 無終縣（今天津市薊州区）                                                     | 16                                                                           | 9 | 《史記·匈奴列傳》 《漢書·地理志》 《水經·鮑丘水注》                                       | 原為燕國五郡，秦始皇二十二年（前225年）秦攻燕，取其地置郡。                                                                                           |
| 河北地區                                                                     | 36                                                                           | 上谷郡                                                                       | 沮陽縣（今河北省懷來縣東南）                                                 | 12                                                                           | 10 | 《史記·匈奴列傳》 《漢書·地理志》 《水經·聖水注》 秦封泥「上谷府丞」                      | 原為燕國五郡，秦始皇二十二年（前225年）秦攻燕，取其地，二十三年（前224年）置郡。因郡在谷之頭而得名。                                                  |
| 河北地區                                                                     | 37                                                                           | 漁陽郡                                                                       | 漁陽縣（今北京市密雲区西南）                                                 | 12                                                                           | 3 | 《史記·匈奴列傳》 《漢書·地理志》 《水經·鮑丘水注》                                       | 原為燕國五郡，秦始皇二十二年（前225年）秦攻燕，取其地置郡。                                                                                           |
| 河北地區                                                                     | 38                                                                           | 遼西郡                                                                       | 陽樂縣（今遼寧省錦州市西）                                                   | 29                                                                           | 7 | 《史記·匈奴列傳》 《漢書·地理志》 《水經·濡水注》                                         | 原為燕國五郡，秦始皇二十二年（前225年）秦攻燕，取其地置郡。                                                                                           |
| 河北地區                                                                     | 39                                                                           | 遼東郡                                                                       | 襄平縣（今遼寧省遼陽市）                                                     | 29                                                                           | 3 | 《史記·匈奴列傳》 《漢書·地理志》 《水經·大遼水注》 秦封泥「潦東守印」                    | 原為燕國五郡，秦始皇二十五年（前222年）秦攻遼東，滅燕後置郡。                                                                                         |
| 淮漢以南                                                                     | 40                                                                           | 漢中郡                                                                       | 南鄭縣（今陝西省漢中市南鄭區東）                                             | 初31，後41                                                                   | 12 | 《史記·秦本紀》 《漢書·地理志》 《水經·沔水注》 秦郡封泥「漢中底印」                      | 原為巴蜀之地，秦滅巴蜀後，於惠文王十三年（前312年）攻取楚國漢中郡後合併置郡。因位於漢水之中而得名。                                                   |
| 淮漢以南                                                                     | 41                                                                           | 蜀郡                                                                         | 成都縣（今四川省成都市）                                                     | 初31，後41                                                                   | 18 | 《漢書·地理志》 《華陽國志·巴志》 秦郡封泥「蜀左織官」、璽泥「蜀邸倉印」                  | 為古蜀國之地，秦惠王後九年（前316年）秦滅蜀國後，於武王元年（前314年）設置封國。昭王二十二年（前285年）秦廢封國改置郡。                               |
| 淮漢以南                                                                     | 42                                                                           | 巴郡                                                                         | 江縣（今重慶市北）                                                           | 初31，後41                                                                   | 11 | 《漢書·地理志》 《華陽國志·巴志》 《水經·江水注》 秦郡封泥「巴左工印」                    | 為古巴國之地，秦惠王後九年（前316年）秦滅巴國後，於武王元年（前314年）置郡。                                                                          |
| 淮漢以南                                                                     | 43                                                                           | 南郡                                                                         | 江陵縣（今湖北省荊州市沙市區）                                               |                                                                              | 18 | 《史記·秦本紀》 《漢書·地理志》 《水經·江水注》 《岳麓書院秦簡》                          | 原為楚地，秦昭王二十九年（前278年）秦攻取楚都郢後置郡。                                                                                               |
| 淮漢以南                                                                     | 44                                                                           | 九江郡                                                                       | 壽春縣（今安徽省壽縣）                                                       |                                                                              | 13 | 《漢書·地理志》 《水經·淮水注》 秦郡封泥「九江守印」 《岳麓書院秦簡》                     | 原為楚國之地，秦始皇二十四年（前223年）滅楚後設郡。因有九條江水匯流，東合為大江而得名。                                                               |
| 淮漢以南                                                                     | 45                                                                           | 廬江郡                                                                       | 番陽縣（今江西省鄱陽縣東北）                                                 |                                                                              | 5 | 《水經·贛水注》 《岳麓書院秦簡》                                                          | 原為楚地，秦滅楚後，析九江郡南部置郡。 |
| 淮漢以南                                                                     | 46                                                                           | 衡山郡                                                                       | 邾縣（今湖北省黃岡市）                                                       |                                                                              | 5 | 秦封泥「衡山發弩」 《岳麓書院秦簡》                                                       | 秦始皇二十八年（前219年）以前設郡，因九江郡域過於遼遠而分割設郡。                                                                                     |
| 淮漢以南                                                                     | 47                                                                           | 會稽郡                                                                       | 吳縣（今江蘇省蘇州市）                                                       |                                                                              | 26 | 《史記·秦始皇本紀》 《漢書·地理志》                                                       | 原為楚國江南之地，秦始皇二十五年（前222年）秦滅楚取江南地後設郡。                                                                                     |
| 淮漢以南                                                                     | 48                                                                           | 長沙郡                                                                       | 臨湘縣（今湖南省長沙市）                                                     |                                                                              | 6 | 《漢書·地理志》 《水經·湘水注》                                                           | 原為楚國之地，秦滅楚平江南地後，於秦始皇二十五年（前222年）設郡。一說秦統一後，併入秦蒼梧郡。                                                         |
| 淮漢以南                                                                     | 49                                                                           | 洞庭郡                                                                       | 疑黔中郡治臨沅縣（今湖南省常德市）                                           |                                                                              | 10 | 里耶秦簡 《岳麓書院秦簡》                                                                 | 秦始皇二十六年（前221年）統一中國以後，所設的新郡。一說秦統一後，改黔中郡為洞庭郡。                                                                   |
| 淮漢以南                                                                     | 50                                                                           | 蒼梧郡                                                                       |                                                                              |                                                                              | 13 | 秦官印「蒼梧侯丞」 里耶秦簡 《岳麓書院秦簡》                                              | 秦始皇二十六年（前221年）統一中國以後，所設的新郡。                                                                                                   |
| 淮漢以南                                                                     | 51                                                                           | 象郡                                                                         | 臨塵縣（今廣西壯族自治區崇左市境內）                                         |                                                                              | 2 | 《史記·秦始皇本紀》 《漢書·地理志》 《水經·溫水注》                                       | 原為百越之地，秦始皇三十三年（前214年）秦取嶺南地後設郡。                                                                                             |
| 淮漢以南                                                                     | 52                                                                           | 南海郡                                                                       | 番禺縣（今廣東省廣州市）                                                     |                                                                              | 5 | 《史記·秦始皇本紀》 《漢書·地理志》 秦郡璽印「南海司空」                                  | 原為百越之地，秦始皇三十三年（前214年）秦取嶺南地後設郡。                                                                                             |
| 淮漢以南                                                                     | 53                                                                           | 桂林郡                                                                       | 桂林縣（今廣西壯族自治區貴港市境內）                                         |                                                                              | 5 | 《史記·秦始皇本紀》 《漢書·地理志》                                                       | 原為百越之地，秦始皇三十三年（前214年）秦取嶺南地後設郡。因江源多桂，不生雜木而得名。                                                                 |
| 淮漢以南                                                                     | 54                                                                           | 閩中郡                                                                       | 閩中縣（今福建省福州市）                                                     |                                                                              | 1 | 《史記·東越列傳》                                                                         | 原為越地，秦始皇二十六年（前221年）統一中國以後，派遣尉屠雎五路大軍其中一路東向，攻取東甌和閩越後設郡。                                               |
| 待考                                                                         |                                                                              | 鄣郡                                                                         | 今江蘇、安徽、浙江3省境內                                                    |                                                                              | | 《續漢志·郡國四》 《晉書·地理志》                                                         | 錢大昕認為楚漢之際分會稽郡西部置郡；洪亮吉和劉師培主張為秦三十六郡之一；譚其驤、周振鶴以為秦統一後增設的新郡。                                        |
| 待考                                                                         |                                                                              | 州陵郡                                                                       | 今湖北省境內                                                                 |                                                                              | | 《岳麓書院秦簡》                                                                          | 陳松長謂是當時秦國在征服楚地過程中，臨時設置的郡，待戰事結束，降格為南郡所屬的縣。                                                                    |
| 待考                                                                         |                                                                              | 江湖郡                                                                       | 疑今安徽、江西2省境內                                                        |                                                                              | | 《岳麓書院秦簡》                                                                          | 陳松長謂是秦朝為了加強吳楚地區江河湖泊之地的統治而特設的郡，隨著後來郡置的分割和細化而消失。                                                          |
| 待考                                                                         |                                                                              | 巫黔郡                                                                       |                                                                              |                                                                              | | 《史記·秦本紀》 《續漢書·郡國志》 《水經·沅水注》 秦郡封泥「巫黔囗邸」、「巫黔右工」      | 原為楚國之地，秦昭王三十年（前277年）秦取楚國巫、黔中二郡及江南地後合併置郡。可能隨著後來郡置的分割和細化而消失。                                     |

### 縣級行政區
秦朝縣的數目，清末學者楊守敬提出概數當在「八九百」；近代臺灣學者嚴耕望推測約1000縣左右。后曉榮依據文獻、考古資料及前代學者的考証，可確定為秦縣的有756縣。
此表列出近人后曉榮《秦代政區地理》所考証的秦代縣份，下加「　」者為譚其驤《中國歷史地圖集‧秦時期》中有標示的秦代縣份。
| 地理區域 | 郡名     | 可考縣數 | 郡治   | 可考縣名 |
| -------- | -------- | -------- | ------ | --- |
| 關中地區 | 內史     | 41       | 咸陽縣 | 咸陽縣、頻陽縣、重泉縣、寧秦縣、下邽縣、高陵縣、藍田縣、杜縣、芷陽縣、雲陽縣、廢丘縣、斄縣、美陽縣、臨晉縣、懷德縣、郿縣、戲縣、商縣、雍縣、櫟陽縣、鄭縣、麗邑縣、翟道縣、槐里縣、旬邑縣、郃陽縣、杜陽縣、好畤縣、汧縣、漆縣、上雒縣、衙縣、夏陽縣、弋陽縣、武城縣、虢縣、酆縣、船司空縣、胡縣、陳倉縣、徵縣 |
| 關中地區 | 隴西郡   | 21+2     | 狄道縣 | 狄道縣、西縣、蘭干縣、略陽縣、上邽縣、冀縣、邸道縣、故道縣、臨洮縣、獂道縣、綿諸縣、襄武縣、阿陽縣、下辨縣、辨道、戎道、武都道、予道、薄道、成紀縣、枹罕縣、羌道、榆中縣 |
| 關中地區 | 上郡     | 21+4     | 膚施縣 | 膚施縣、陽周縣、圜陽縣、高奴縣、漆垣縣、廣衍縣、洛都縣、定陽縣、雕陰縣、雕陰道、原都縣、平都縣、徒涇縣、平周縣、中陽縣、西都縣、武庫縣、平陸縣、饒縣、博陵縣、白土縣、富昌縣、定陽縣、襄洛縣、鄜縣 |
| 關中地區 | 北地郡   | 15       | 義渠縣 | 義渠縣、陰密縣、安武縣、彭陽縣、方渠縣、泥陽縣、鹵縣、郁郅縣、長武縣、烏氏縣、歸德縣、涇陽縣、朝那縣、除道、略畔縣 |
| 關中地區 | 雲中郡   | 9+3      | 雲中縣 | 雲中縣、襄陰縣、咸陽縣、原陽縣、北輿縣、楨陵縣、武泉縣、沙陵縣、駱縣 |
| 關中地區 | 九原郡   | 8        | 九原縣 | 九原縣、河陰縣、武都縣、西安陽縣、南輿縣、曼柏縣、莫䵣縣、稒陽縣 |
| 關中地區 | 新秦中   | 6        |        | 渠搜縣、臨河縣、昫衍道、昫衍縣、高望縣、富平縣 |
| 河南地區 | 三川郡   | 22+1     | 雒陽縣 | 雒陽縣、卷縣、新安縣、華陽縣、宜陽縣、盧氏縣、緱氏縣、平陰縣、新城縣、陝縣、焦縣、河南縣、滎陽縣、京縣、成皋縣、陽武縣、梁縣、中牟縣、鞏縣、穀城縣、黽池縣、倫氏縣 |
| 河南地區 | 潁川郡   | 23       | 陽翟縣 | 陽翟縣、潁陽縣、襄城縣、新襄城縣、鄢陵縣、許縣、陽城縣、長社縣、新父城縣、大騩縣、新鄭縣、尉氏縣、舞陽縣、郟縣、成安縣、郾縣、潁陰縣、定陵縣、閑陽縣、密縣、苑陵縣、昆陽縣、應縣 |
| 河南地區 | 碭郡     | 22+1     | 碭縣   | 碭縣、芒縣、下邑縣、譙縣、啟封縣、岐縣、陳留縣、睢陽縣、圉縣、雍丘縣、外黃縣、單父縣、濟陽縣、蒙縣、虞縣、襄邑縣、穀縣、大梁縣、酇縣、爰戚縣、昌邑縣、東緡縣、栗縣 |
| 河南地區 | 東郡     | 26+1     | 濮陽縣 | 濮陽縣、定陶縣、濟陰縣、東阿縣、桃林縣、廪丘縣、曹縣、東武陽縣、白馬縣、成陽縣、燕縣、酸棗縣、聊城縣、茬平縣、陽平縣、甄城縣、頓丘縣、都關縣、成武縣、長垣縣、宛朐縣、平丘縣、乘縣、句讀縣、清氏縣、虛縣、觀縣                                                                                               |
| 河南地區 | 薛郡     | 22+1     | 魯縣   | 魯縣、無鹽縣、任城縣、薛縣、蕃縣、平陸縣、方輿縣、鄒縣、寧陽縣、汶陽縣、卞縣、承縣、陰平縣、建陽縣、平陽縣、剛縣、滕縣、胡陵縣、瑕丘縣、亢父縣、須昌縣、柴縣、上邳縣 |
| 河南地區 | 東海郡   | 18+1     | 郯縣   | 郯縣、堂邑縣、游陽縣、建陵縣、蘭陵縣、海陵縣、新東陽縣、東陽縣、下邳縣、播旌縣、贅其縣、繒縣、盱眙縣、淮陰縣、廣陵縣、凌縣、襄賁縣、朐縣、武原縣 |
| 河南地區 | 四川郡   | 25       | 沛縣   | 沛縣、相縣、傅陽縣、符離縣、下相縣、取慮縣、厹猶縣、銍縣、豐縣、虹縣、平阿縣、徐縣、呂縣、彭城縣、僮縣、下蔡縣、山桑縣、蔪縣、菑丘縣、郚縣、城父縣、竹邑縣、蕭縣、留縣、戚縣 |
| 河南地區 | 淮陽郡   | 27+2     | 陳縣   | 陳縣、陽安縣、汝陽縣、南頓縣、汝陰縣、長平縣、新蔡縣、慎縣、柘縣、平輿縣、陽夏縣、新郪縣、新陽縣、榆縣、郎陵縣、苦縣、陘山縣、西平縣、上蔡縣、成陽縣、安陽縣、召陵縣、固陵縣、寢縣、項縣、安陵縣、寧陵縣、細陽縣                                                                                             |
| 河南地區 | 南陽郡   | 27       | 宛縣   | 宛縣、葉縣、鄧縣、蔡陽縣、酇縣、比陽縣、樂成縣、魯陽縣、博望縣、陰縣、新陰縣、南陵縣、胡陽縣、犨縣、穰縣、析縣、隨縣、新野縣、酈縣、平氏縣、雉縣、陽成縣、復縣、新都縣、山都縣、丹水縣、筑陽縣 |
| 河南地區 | 臨淄郡   | 10       | 臨淄縣 | 臨淄縣、臨朐縣、繆城縣、樂安縣、東安平縣、狄城縣、博昌縣、昌國縣、高宛縣、千乘縣 |
| 河南地區 | 濟北郡   | 9+1      | 盧縣   | 盧縣、樂陵縣、蓍縣、浮陽縣、高櫟縣、千童縣、鬲縣、漯陰縣、平原縣、高成縣 |
| 河南地區 | 泰山郡   | 9        | 博城縣 | 博城縣、東平陵縣、般陽縣、梁鄒縣、於陵縣、泰山縣、平陽縣、歷城縣、嬴縣 |
| 河南地區 | 琅邪郡   | 6        | 琅邪縣 | 琅邪縣、邞縣、東武縣、贛榆縣、不其縣、箕縣、費縣 |
| 河南地區 | 膠東郡   | 8+1      | 即墨縣 | 即墨縣、昌陽縣、夜縣、黃縣、腄縣、東牟縣、昌武縣、臨朐縣、魏其縣 |
| 河南地區 | 膠西郡   | 8        |        | 高密縣、平壽縣、下密縣、都昌縣、新城縣、淳于縣、瓡縣、故幕縣 |
| 河南地區 | 城陽郡   | 5        | 莒縣   | 莒縣、南武縣、高陽縣、陽都縣、莒陽縣 |
| 河北地區 | 河東郡   | 19       | 安邑縣 | 安邑縣、蒲反縣、汾陰縣、底柱縣、皮氏縣、臨汾縣、絳縣、彘縣、左邑縣、平陽縣、新襄陵縣、濩澤縣、風縣、垣縣、楊縣、蒲子縣、北屈縣、猗氏縣、土軍縣 |
| 河北地區 | 河內郡   | 19       | 懷縣   | 懷縣、溫縣、軹縣、武德縣、曲陽縣、修武縣、邢丘縣、野王縣、共縣、山陽縣、朝歌縣、汲縣、河陽縣、蕩陰縣、隆慮縣、安陽縣、州縣、內黃縣、繁陽縣 |
| 河北地區 | 太原郡   | 21+1     | 晉陽縣 | 晉陽縣、大陵縣、隰縣、沂陽縣、茲氏縣、平陶縣、皋狼縣、上艾縣、藺縣、離石縣、榆次縣、祁縣、中都縣、陽曲縣、狼孟縣、鄔縣、陽邑縣、慮虒縣、霍人縣、盂縣、界休縣、廣武縣 |
| 河北地區 | 上黨郡   | 13+1     | 長子縣 | 長子縣、屯留縣、銅鞮縣、襄垣縣、潞縣、余吾縣、端氏縣、陭氏縣、泫氏縣、高都縣、涅縣、壺關縣、涉縣、閼於縣 |
| 河北地區 | 代郡     | 11+2     | 代縣   | 代縣、當城縣、延陵縣、新平舒縣、平邑縣、東安陽縣、原陽縣、鹵城縣、班氏縣、參合縣、高柳縣、廣昌縣、靈丘縣 |
| 河北地區 | 雁門郡   | 10       | 善無縣 | 善無縣、平城縣、馬邑縣、新城縣、樓煩縣、沃陽縣、崞縣、繁畤縣、汪陶縣、埒縣 |
| 河北地區 | 邯鄲郡   | 11       | 邯鄲縣 | 邯鄲縣、武安縣、鄗縣、易陽縣、信都縣、鄴縣、廣平縣、陰安縣、魏縣、武始縣、柏人縣 |
| 河北地區 | 鉅鹿郡   | 10       | 鉅鹿縣 | 鉅鹿縣、楊氏縣、宋子縣、成襄縣、平襄縣、任縣、下曲陽縣、下博縣、武邑縣、南宮縣 |
| 河北地區 | 恆山郡   | 22       | 東垣縣 | 東垣縣、石邑縣、奴盧縣、樂陰縣、上曲陽縣、宜安縣、壽陵縣、元氏縣、房子縣、苦徑縣、安國縣、新處縣、封斯縣、九門縣、平臺縣、井徑縣、寧壽縣、南行唐縣、望都縣、唐縣、北平縣、曲逆縣 |
| 河北地區 | 清河郡   | 4+1      |        | 東陽縣、清陽縣、東武城縣、厝縣、觀津縣 |
| 河北地區 | 河間郡   | 10+2     |        | 樂成縣、章武縣、高陽縣、南皮縣、安平縣、文安縣、鄚縣、中邑縣、阿武縣、武垣縣、平舒縣、饒陽縣 |
| 河北地區 | 廣陽郡   | 9        | 薊縣   | 薊縣、范陽縣、良鄉縣、易縣、容城縣、成縣、涿縣、方城縣、安次縣 |
| 河北地區 | 右北平郡 | 9+1      | 無終縣 | 無終縣、昌城縣、夕陽縣、薋縣、廣成縣、白狼縣、徐無縣、字縣、石城縣、廷陵縣 |
| 河北地區 | 上谷郡   | 10       | 沮陽縣 | 沮陽縣、夷輿縣、寧城縣、軍都縣、上蘭縣、居庸縣、潘縣、茹縣、且居縣、下落縣 |
| 河北地區 | 漁陽郡   | 3        | 漁陽縣 | 漁陽縣、泉州縣、白檀縣 |
| 河北地區 | 遼西郡   | 7        | 陽樂縣 | 陽樂縣、徒河縣、柳城縣、令支縣、安平縣、海陽縣、肥如縣 |
| 河北地區 | 遼東郡   | 3        | 襄平縣 | 襄平縣、險犢縣、候城縣 |
| 江漢地區 | 漢中郡   | 12       | 南鄭縣 | 南鄭縣、西成縣、成固縣、上庸縣、錫縣、鄖陽縣、房陵縣、沮縣、甸陽縣、安陽縣、長利縣、武陵縣 |
| 江漢地區 | 蜀郡     | 18+1     | 成都縣 | 成都縣、邛縣、葭萌縣、白水縣、湔氐道、武陽縣、臨邛縣、嚴道縣、青衣道、綿虢道、新都縣、郪縣、梓潼縣、甸氐道、平樂縣、涪縣、陰平道、郫縣、資中縣 |
| 江漢地區 | 巴郡     | 11+1     | 江縣   | 江縣、閬中縣、枳縣、魚縣、朐忍縣、臨江縣、涪陵縣、安漢縣、宕渠道、江陽縣、墊江縣、僰道 |
| 江漢地區 | 南郡     | 18+1     | 江陵縣 | 江陵縣、安陸縣、芰江縣、當陽縣、沙羨縣、郢縣、鄢縣、銷縣、夷道縣、左雲夢縣、右雲夢縣、臨沮縣、夷陵縣、州陵縣、竟陵縣、鄀縣、伊廬縣、邔縣、酈邑縣 |
| 江漢地區 | 九江郡   | 13       | 壽春縣 | 壽春縣、曲陽縣、灊縣、歷陽縣、雩婁縣、安豐縣、舒縣、陰陵縣、東城縣、鍾離縣、建陽縣、六縣、居巢縣 |
| 江漢地區 | 廬江郡   | 5+3      | 番陽縣 | 新淦縣、番陽縣、鄡陽縣、廬陵縣、安平縣、南昌縣、餘汗縣、南野縣 |
| 江漢地區 | 衡山郡   | 5        | 邾縣   | 邾縣、西陵縣、鄂縣、期思縣、弋陽縣 |
| 江漢地區 | 會稽郡   | 26+1     | 吳縣   | 吳縣、烏程縣、延陵縣、浙江縣、海鹽縣、秣陵縣、富春縣、丹徒縣、錢塘縣、餘杭縣、由拳縣、山陰縣、諸暨縣、烏傷縣、太末縣、句章縣、餘姚縣、上虞縣、江乘縣、丹陽縣、婁縣、陽羨縣、曲阿縣、鄞縣、黟縣、歙縣、邳鄣縣                                                                                                 |
| 江漢地區 | 長沙郡   | 6        | 臨湘縣 | 臨湘縣、益陽縣、下雋縣、艾縣、醴陵縣、羅縣 |
| 江漢地區 | 洞庭郡   | 10+6     | 臨沅縣 | 遷陵縣、酉陽縣、臨沅縣、陽陵縣、零陽縣、昆陽邑、孱陵縣、索縣、竟陵縣、醴陽縣、無陽縣、辰陽縣、門淺縣、上衍縣、新武陵縣、沅陽縣 |
| 江漢地區 | 蒼梧郡   | 13       |        | 蒼梧縣、營浦縣、南平縣、冷道縣、舂陵縣、洮陽縣、觀陽縣、桂陽縣、齕道縣、攸縣、零陵縣、郴縣、耒陽縣 |
| 江漢地區 | 象郡     | 2        | 臨塵縣 | 臨塵縣、象林縣 |
| 江漢地區 | 南海郡   | 5        | 番禺縣 | 番禺縣、龍川縣、揭陽縣、博羅縣、南海縣 |
| 江漢地區 | 桂林郡   | 5        | 布山縣 | 布山縣、四會縣、朱廬縣、勞邑縣、中留縣 |
| 江漢地區 | 閩中郡   | 1        | 東冶縣 | 東冶縣 |
|          | 巫黔郡   | 3        |        | 巫縣、秭歸縣、沅陵縣 |
| 待考縣份 |          | 23       |        | 武功縣、張縣、范陽縣、蒲陽縣、荊山道、郝縣、吳炊縣、桑林縣、容趨縣、下邦縣、秋城縣、干下縣、旱縣、新澤縣、樂定縣、西奐縣、武南縣、督道縣、新邑縣、信武縣、抹陰縣、杞桃縣、橘邑縣、新梁縣 |

### 書籍
- 后曉榮，《秦代政區地理》，2009年，社會科學文獻出版社。ISBN：9787509705704
- 陳松長，《岳麓書院藏秦簡中的郡名考略》，湖南大學學報（社會科學版）2009年第2期
- 周振鶴，《漢書地理志匯釋》，2006年，安徽教育出版社。ISBN：7533647572
- 王煥林，《里耶秦簡校詁》，2007年，中國文聯出版社。ISBN：9787505956414
- 司馬遷，《史記》，維基文庫
- 班固，《漢書》，維基文庫
- 司馬彪，《續漢志》，維基文庫
- 李吉甫，《元和郡縣圖志》，維基文庫

### 地圖
- 譚其驤，《中國歷史地圖集》（正體字版），臺北：曉園出版社，1990

## 外部連結
- 秦始皇三十六郡新考（上）、（下）
- 鍾煒《秦洞庭、蒼梧兩郡源流及地望新探》 （页面存档备份，存于）
- 趙炳清《秦洞庭郡略論》